# Cloughmills
Cloghmills (Muileann na Cloiche in gaelico irlandese) è un villaggio dell'Irlanda del Nord, situato nella contea di Antrim.